# Баварський орден «За заслуги»
Бава́рський орден «За заслуги» (нім. Bayerischer Verdienstorden) — вища нагорода Вільної держави Баварія — землі ФРН. Орден заснований законом Баварії від 11 червня 1957 року. Закон набрав чинності з 1 жовтня 1957 року.

## Правила нагородження
Орден є знаком вдячності за видатний внесок у розвиток Вільної держави Баварія і баварського народу.
Орден має однин ступінь.
Орденом можуть нагороджуватися чоловіки та жінки будь-якої національності.
Орден присуджують щорічно. Рішення про нагородження приймає міністр-президент Баварії. Право представляти кандидатів мають державні міністри Баварії.
Розгляд кандидатур міністром-президентом відбувається спільно з Орденським консультативним комітетом, який складається з голови ландтагу, голови сенату і заступника міністра-президента. Комітет ухвалює свої рішення більшістю голосів.
Кількість живих кавалерів не може перевищувати 2000 осіб.
Рішення про нагородження публікується в «Офіційному віснику Баварії».

## Опис ордена
Знак ордена має форму мальтійського хреста, з двох сторін покритого біло-блакитною емаллю. У центральному медальйоні баварський герб, на зворотному боці золотий баварський лев на чорному фоні.
Чоловіки носять орден на шийній стрічці, а жінки — на нагрудному банті з орденської стрічки. Замість знака ордена може носитися мініатюра або розетка ордена.